# Айдан
Айдан (Айдан Вероломный, Айдан мак Габран; гэльск. Áedán mac Gabráin) — король гэльского королевства Дал Риада с 574 по 608 год.

## Биография
Айдан был сыном короля Дал Риады Габрана, и наследовал своему двоюродному брату Коналлу I. Согласно написанному в конце VII века «Житию святого Колумбы», Айдан взошёл на престол при поддержке Колумбы, которому во сне явился ангел, приказавший проповеднику короновать Айдана. Более вероятно, однако, что Айдан, женившись на дочери короля пиктов, стал в период правления Коналла I правителем небольшого пиктского княжества в долине Форта, а после смерти своего брата при военной поддержке пиктов обеспечил себе корону Дал Риады.
В 575 году Айдан, вместе с Колумбой, отправился в Ирландию, где подписал соглашение с одним из ирландских королей, разграничив сферы влияния в Ульстере. Этот договор означал усиление Дал Риады в Северной Ирландии и, одновременно, свидетельствовал о перемещении центра государственности в королевстве из Ирландии в Шотландию.
Айдан проводил агрессивную внешнюю политику, направленную на расширение Дал Риады и разорение соседних территорий. В 580 году он предпринял экспедицию на Оркнейские острова, а около 582 года, согласно «Анналам Ульстера», флот короля захватил остров Мэн. Айдан также воевал с южными пиктскими племенами, оставаясь в дружеских отношениях с королём северных пиктов Бруде I, так как был женат на его сестре. В 582 году в одной из битв с пиктами погиб один из сыновей Айдана — Артур мак Эйдан, один из возможных прототипов короля Артура.
Во второй половине 580-х годов Айдан вступил в союз с бриттскими королевствами Регедом, Стратклайдом и Гододином и участвовал в объединённом походе на англосаксонское государство Берниция. Эта кампания представляла собой одну из последних попыток бриттов добиться изгнания англосаксонских переселенцев из Британии. Война закончилась взятием Бамборо и не принесла решающего успеха союзникам.
К концу правления Айдана силы Дал Риады значительно ослабли. В 599 году король потерпел поражение от южных пиктов в битве при Стратморе, а в 603 года новое вторжение Айдана в Берницию закончилось полным разгромом скоттов при Дегсастане. Поражение при Дегсастане подвело черту под попытками королей Дал Риады установить своё господство в Лотиане и ликвидировало гэльскую угрозу молодым англосаксонским государствам Северной Англии. Во время войны с Берницией погибли двое сыновей Эйдана — Бран и Домангарт.
Свидетельства о военных кампаниях Айдана развеивают миф о нём как благочестивом короле, коронованном самим святым Колумбой. Скорее всего Айдан представлял собой образец короля-воина, враждебно настроенного ко всем соседним государствам, сильного правителя, установившего жесткий контроль над подвластной территорией и не брезговавшего военной добычей.